# أدريان غارسيا
أدريان غارسيا (بالإسبانية: Adrián García) مواليد 25 مايو 1978 في تشيلي، هو لاعب كرة مضرب تشيلي سابق بدأ مسيرته كمحترف سنة 1998 وكان يلعب باليد اليمنى، اعتزل اللعب في 2011. أعلى تصنيف له في الفردي كان المركز الـ 103 في سنة 2004.

## وصلات خارجية
- أدريان غارسيا على موقع رابطة محترفي التنس (الإنجليزية)
- أدريان غارسيا على موقع الاتحاد الدولي لكرة المضرب (الإنجليزية)
- أدريان غارسيا على موقع كأس ديفيز (الإنجليزية)
- أدريان غارسيا على موقع خلاصة التنس.كوم (الإنجليزية)